# Totte Löfström
Totte Löfström, född 28 mars 1985 i Örebro, är en svensk författare, tidigare retorikkonsult, krypto- och bitcoinexpert , samt tidigare vd för ett kryptovaluteföretag. Han är utbildad retoriker vid Örebro universitet och specialiserad på politisk retorik och främlingsfientlig argumentation. Totte Löfström debuterade som författare 2011 och har sedan debuten gett ut tre böcker tillsammans med Lisa Aggeborn. I slutet av september 2018 släpptes boken Så kan du bli rik på bitcoin: Den kompletta snabbguiden till att investera i kryptovalutor, författad av Totte Löfström tillsammans med Christian Ploog.
I februari 2014 startade Totte Löfström debattsektionen hos Nyheter24  och antog rollen som debattchef.
Under perioden 2018 till 2021 arbetade Totte Löfström med att starta upp Trijo, Sveriges första börs för handel med bitcoin och andra kryptovalutor. Han var även reporter på den relaterade kryptonyhetssajten Trijo News. Även efter att han lämnade Trijo har han fortsatt svara på frågor om bitcoin och kryptovalutor i svensk media, och han har även gett råd om hur man undviker att bli lurad av krypto- och investeringsbedrägerier.
Sedan årsskiftet 2021/2022 arbetar Totte Löfström med att starta upp företaget Mia&Noa, som är ett hälsoteknikföretag för husdjur.